# Ján Fedák (protifašistický bojovník)
Ján Fedák (* 11. července 1912, Cejkov, Rakousko-Uhersko - 30. listopadu 1944, Dolná Lehota, Slovenský štát) byl protifašistický bojovník.
Fedák studoval na reálném gymnáziu v Michalovcích, do roku 1934 pak na vojenské škole pro záložní důstojníky v Levoči. Krátce byl učitelem v Čejkové, od roku 1939 důstojníkem z povolání na různých místech, 1944 štábním kapitánem a posádkovým velitelem v Levoči. Jako československého vlastence ho SNR pověřila přípravou povstání v levočské posádce. Pod jeho velením se posádka přidala k SNP, od 1. září 1944 se proto stal velitelem 5. pěšího pluku 1. čs. armády na Slovensku. Po částečném ústupu SNP do hor byl příslušníkem 2. čs. partyzánské brigády, padl v boji s nacistickými okupanty.

## Ocenění
- Čs. vojenský kříž 1939
- Hodnost major (in memoriam)
- Řada SNP